# Gonocephalus doriae ssp. abbotti
Gonocephalus doriae ssp. abbotti је врста класе Reptilia која припада реду Squamata.

## Угроженост
Подаци о распрострањености ове врсте су недовољни.

## Распрострањење
Ареал врсте је ограничен на једну државу. 
Тајланд је једино познато природно станиште врсте.